# Estratificació social
L'estratificació social fa referència a la jerarquització dels individus d'una societat sobre la base de criteris socioeconòmics com ara la riquesa, el gènere, la raça, el nivell educatiu o l'edat.

## Concepte
El terme estratificació utilitza la metàfora geològica (les diferents capes verticals que es troben en el terreny) per fer referència al caràcter jeràrquic de l'organització social, on les capes estan fetes de persones amb accés desigual als recursos. Les persones que tenen més recursos es troben en la capa superior de l'estructura social de l'estratificació. Els altres grups de persones descendeixen progressivament, del mateix mode que els recursos, representant les capes inferiors de la societat.
Cal apuntar i tenir clar que l'estratificació no es refereix a les desigualtats individuals, sinó a les desigualtats sistemàtiques basades en la pertinença al grup, les classes, etc. Les formes d'estratificació varien d'una societat a una altra. Per exemple, en un sistema de castes, les persones neixen en grups desiguals, basant-se en la casta dels seus pares, i resten en aquests grups durant la resta de la seva vida. Durant molts anys, el sistema de castes més conegut ha estat el de l'Índia. En el que s'anomena estratificació per classe social, en canvi, el principal criteri és l'econòmic: la riquesa i els ingressos. Altres criteris que poden tenir més o menys importància segons la societat són l'edat, el gènere, la saviesa o les credencials educatives.
Un determinant clau en la reproducció de les desigualtats és la família, ja que estructura les oportunitats tant en termes materials com culturals i d'estatus.
Les classes socials es poden identificar com a grups de persones que gaudeixen de condicions de vida semblants i estan situades en un nivell socioeconòmic similar o un mateix estrat social. Actualment, les ocupacions resulten ser elements més definitoris de l'estratificació social, predominant els criteris econòmics sobre els socioculturals, tot i que també es tenen en compte. El sistema de classes socials afavoreix les classes dominants, l'estructuració social determina una relativa desigualtat d'oportunitats. En el marc de l'estratificació social, la jerarquització és un element més de la globalització de l'estructura de la societat moderna, tot i les matisacions que es puguin identificar segons diferents contextos. La globalització no tan sols resulta homogeneïtzadora en positiu, sinó que també margina, exclou i hibrida cultures i les extingeix.

## Etimologia
La paraula "estratificació" està formada amb arrels llatines i significa "acció i efecte de posar en capes". Els seus components lèxics són: stratus (coberta de capes), facere (fer), més el sufix -ció (acció i efecte). La paraula "social" ve del latin socialis i significa "pertanyent a la comunitat de persones". Els seus components lèxics són: socius (company), més el sufix -al (relatiu a).

## Tipus de sistemes d'estratificació social
Els sociòlegs distingeixen entre dos tipus de sistemes d'estratificació. Els sistemes tancats acomoden poc canvi en la posició social. No permeten que les persones canviïn de nivell i no permeten relacions socials entre nivells. Els sistemes oberts, que es basen en l'assoliment, permeten el moviment i la interacció entre capes i classes. Els diferents sistemes reflecteixen, emfatitzen i fomenten certs valors culturals i donen forma a les creences individuals.
L'esclavitud és una relació de propietat entre un amo que té els drets legals sobre l'altre o altres. És la forma més extrema de desigualtat social, en què la mancança dels elements principals de la vida de l'individu no existeixen, fins al punt que l'individu no té cap dret.
A la casta, la societat es divideix en categories jerarquitzades segons la seva importància social, molt relacionat amb les creences religioses. No existeix la mobilitat individual, però un grup sencer pot desplaçar-se a un estrat superior. Un dels sistemes de castes més conegut és l'hindú on la societat es divideix en quatre categories jerarquitzades, representa la desigualtat extrema entre els grups delimitats segons el naixement. Obeeix a factors múltiples, que no són fàcils de determinar, en els quals es barregen la tradició, la concepció religiosa, la distribució de la feina, la mateixa fragmentació de la societat hindú i la pervivència d'una economia tradicional, en la qual el sistema de castes constitueix el mecanisme essencial per a l'intercanvi de mercaderies i de serveis assignats rígidament a cada casta.
A l'estament o estat es diferencien entre tres estrats: aristocràcia i noblesa (poder polític), clergat (poder religiós) i serfs (esclaus, súbdits, persones sobre les quals els altres exerceixen el seu poder). Cada estrat té uns drets i obligacions legals diferents establertes per la legislació. Els estaments de l'Europa medieval estaven ben delimitats en l'aspecte legal, en l'econòmic i en el polític. Corresponia a cada estament un cos legislatiu diferent, en el qual s'establien els drets i els deures propis, i fins i tot la diversitat de les penes que els havien de ser aplicades pels mateixos delictes.
Al sistema de classes, la classe social es pot definir com l'agrupament d'individus amb similars recursos econòmics i forma de viure. Es basen en les diferències econòmiques entre els grups d'individus i en les desigualtats en el control dels recursos materials. Un exemple és la desigualtat en el salari i condicions de treball que afecten a tota una categoria específica. En aquesta classificació, una classe no s'estableix per posicions jurídiques, religioses o heretades. Els seus límits són difosos.

## Principis
El concepte d'estratificació social en grups econòmics es basa en quatre principis bàsics.

### Universalitat
Com a "universal", en realitat, es pot considerar pertanyent a un dels següents quatre sistemes d'estratificació esmentats: esclavitud, casta, estament o sistema de classes. No té en compte altres sistemes.
El sistema considera que l'estratificació social és "universal" des de l'inici de l'agricultura i la ramaderia i que abans de la revolució neolítica no existia cap estratificació social.
Considerant l'estratificació una conseqüència de l'organització social per a la producció de béns i diners, que els caçadors-recol·lectors vivien en una economia de subsistència, i no de producció, i que tampoc hi havia una diferenciació d'activitats ni una subordinació.
Segons Lenski, la tecnologia es caracteritza com una forma d'informació cultural que permet a les societats maximitzar la producció i encarar nous problemes i, per tant, es fonamenta com el principal motor del canvi social. Però la tecnologia interactua amb altres elements del sistema social i una elevada estratificació social, segons Lenski, encamina una societat cap al manteniment de l'ordre social i, per tant, la conservació del poder per part de les elits, dificultant el progrés tecnològic. La innovació, en general, supera les resistències individuals i col·lectives, forçant el canvi sociocultural.

### Eternitat
Aquest model suposa que l'estratificació és infinita en el temps, es transmet de generació en generació i és adquirida (apresa). Serveix únicament si es considera que sempre hi haurà diferents classes o estatus i accepta que alguns individus es moguin d'un a l'altre en alguns casos solament: no a l'esclavitud; a les castes no existeix la mobilitat individual però sí la sanscritització o adopció de la dieta i els indicadors culturals de castes superiors, que permet la posterior reclamació en bloc després de generacions; als estats feudals el model considera que hi havia mobilitat individual a partir de matrimonis entre individus de diferents estats; i segons el model, al sistema de classes hi ha més oportunitats de mobilitat social individual que als altres tres.

### Homogeneïtat
L'estratificació social assumeix homogeneïtat dels individus d'un mateix estrat, és a dir, que és un tret de la societat que no només implica desigualtats entre individus, o sigui a les relacions, sinó que alhora té una influència en l'individu mateix: en el seu comportament, creences, valors, actituds que solen ser compartits entre els estrats.

### Identitat entre individu, estatus social i estrat
En l'estratificació social té un paper molt important el rol i estatus social de l'individu. Per rol entenem el comportament que en una societat determinada cal esperar d'una persona en relació amb un estatus.
L'estatus és la posició (superior o inferior) d'un individu dins d'un grup social pel fet que és dipositari d'un cert honor o prestigi social i que implica un estil de vida determinat.
Per tant, per a aquest model, un individu amb un estatus superior té un poder, riquesa o autoritat més gran que una persona amb un estatus inferior, i d'aquesta persona amb un estatus superior s'espera d'ell un determinat comportament.

## Estratificació social i el gènere
El gènere és un dels exemples més profunds d'estratificació. Fins i tot abans que la classe com a marcador d'estratificació social comences, existeixen desigualtats de gènere. El gènere d'un individu, com el de la seva classe, casta i uns altres, determina les seves oportunitats i oportunitats de vida. Els individus que pertanyen al gènere femení tenen un accés desigual als recursos i institucions, la qual cosa determina el seu estatus en la societat en comparació amb el gènere masculí. L'estratificació de gènere es manté en una societat patriarcal a través del procés de socialització de gènere. Aquest procés socialitza a homes i dones per a ocupar posicions dominants i subordinades respectivament.

## Mesura de l'estratificació
La recerca sociològica sobre l'estratificació i les classes socials es nodreix de les classificacions oficials sobre contractació laboral, activitat econòmica i categoria professional de les poblacions. En general, l'activitat econòmica s'agrupa en els sectors de l'agricultura, la ramaderia i la pesca, la mineria, la indústria, la construcció, serveis a les empreses, serveis distributius de transport i petit comerç, serveis personals i serveis públics. Pel que fa a la categoria professional permet obtenir el perfil quantitatiu de l'estratificació i estructura de classes d'un territori. Es poden trobar adaptacions segons les variables socioeconòmiques a partir de propostes genèriques de l'OIT (Organització Internacional del Treball), de la CEPAL (Comissió Econòmica per a Amèrica Llatina i el Carib, o de l'Eurostat, per als països membres de la Unió Europea. A partir de les classificacions oficials es poden elaborar dos instruments de mesura, les escales i les tipologies de les classes socials. Pel que fa a les escales atorguen a cada individu un valor numèric segons el seu lloc en les línies de la jerarquia social, i amb relació a les tipologies pretenen construir una classificació basada en criteris teòrics.